# جوي كونينج
جوي كونينج (بالهولندية: Joey Konings) (21 أبريل 1998 بهولندا - ) هو لاعب كرة قدم هولندي في مركز الهجوم. لعب مع نادي آيندهوفن وJong PSV ‏.

## وصلات خارجية
- جوي كونينج على موقع قاعدة بيانات كرة القدم.إي يو (الإنجليزية)
- جوي كونينج على موقع Soccerway.com (الإنجليزية)
- جوي كونينج على موقع عالم كرة القدم.نت (الإنجليزية)